# Рашковецкий, Михаил Маркусович
Рашковецкий Михаил Маркусович (укр. Рашковецький Михайло Маркусович; род. 21 мая 1954, Одесса) — украинский искусствовед, арт-критик, куратор.

## Биография
В 1978 году Михаил Рашковецкий окончил филологический факультет Одесского государственного университета, а позже в 1992 году — факультет теории и истории искусств Института им. И. Е. Репина Академии художеств СССР (Санкт-Петербург).
С 1982 по 1996 был сотрудником Одесского художественного музея, а позже заведующим выставочным и научно-просветительским отделами.
В Одессе начала 90-х гг. активно формировались новые институции в сфере современного искусства. Одна из них — Ассоциация «Новое искусство», где с 1993 по 1996 председателем правления был Михаил Рашковецкий.
С 1996 по 2000 Михаил возглавлял «Центр современного искусства Сороса — Одесса».
С 2002 года является куратором музея истории евреев Одессы «Мигдаль-Шорашим».
В 2010—2013 был консультантом одесских галерей «Худпромо»,"NT-Art gallery" и «Dymchuk gallery».
С 2012 по 2017 — сокуратор и куратор 3-й, 4-й и 5-й Одесской биеннале современного искусства.
С 2014 по 19 февраля 2015 — член кураторской группы Украинского национального павильона Венецианской биеннале — (по решению коллегии Министерства культуры Украины). Вышел из состава группы по собственному желанию 19 февраля 2015 в знак неприятия политики руководства Министерства культуры в качестве комиссара Украинского павильона.

## Кураторские проекты
Куратор и сокуратор ряда значимых выставок и проектов современного искусства в Одессе, среди них:
- «После модернизма» (Одесский художественный музей, 1989, 90);
- «Свободная зона» (международный проект, Одесса, 1994);
- «Синдром Кандинского» (международный проект, Одесский историко-краеведческий музей, 1995);
- «Неестественный отбор» (Центр украинской культуры, 1997, Одесса)
- «Самоуправление: культурная эволюция vs революция» (международный проект, Музей современного искусства Одессы, Одесский художественный музей, 2013);
- «Manifesto» (международный проект, Музей современного искусства Одессы, Одесский музей западного и восточного искусства, 2015),
- «Зона турбулентности» (международный проект, Музей современного искусства Одессы, другие музейные, галерейные и альтернативные пространства в Одессе, 2017).

## Работа в экспертных комиссиях
2014 — член экспертного совета конкурса молодых художников фонда UART;
2015 — член отборочной комиссии Премии PinchukArtCentre;
2016 — член Конкурсной комиссии по отбору Куратора украинского национального проекта на Венецианской биеннале 2017 г.;
2017 — член экспертного совета Платформы «Музей современного искусства» Национального художественного музея Украины.

## Публикации в профильных журналах
«Terra incognita», «Парта», «Fine Art», «Образотворче мистецтво», «Art Ukraine», «Korydor on-line» (все — Киев); «Декоративное искусство СССР», «Художественный журнал», «Вопросы эстетики» (все — Москва), «Артподготовка» (Одесса) и проч.